# 張倹 (後漢)
張 倹（ちょう けん、生没年不詳）は、後漢の人物。字は元節。山陽郡高平県の人。『後漢書』党錮列伝に記録がある。

## 略歴
趙王張耳の末裔であるという。名士として知られ、「八及」の一人に挙げられた。劉表とも親交があった。
父の張成は江夏太守であった。茂才に挙げられたが、刺史の人物を評価できなかったため出仕しなかった。
165年、太守翟超（「八及」の一人）に東部督郵に任命された。当時権勢を振るっていた宦官の侯覧の家が防東県にあり、一族が不正を働いていたが、張倹はその不正を弾劾し、侯覧の母を殺害しようとしたが、侯覧は張倹の奏上を差し止めた。
169年に邸宅で用いていた一人の下僕を解雇すると、侯覧はこの下僕を利用し、張倹が同郷の24人（「八俊」「八顧」「八及」）と党を組み、朝廷を誹謗し叛乱を企てていると誣告した。霊帝は追討を命じ張倹はやむなく逃亡を図ることとなった。
当時の巷間では張倹の人物を高く評価されており、逃亡先では進んで投宿を請う者が絶えず、張倹が逮捕された後、それにより処罰されたのは数十家に及ぶとされている（故事成語の望門投止の由来）。この中には孔子直系の子孫である孔褒（孔融の兄）も含まれている（「孔融伝」）。
張倹はその後も逃亡を続け、184年に党錮の禁が終結して、初めて故郷に戻ることができた。名声が高い人物であったため、大将軍や三公からの招聘が盛んであったが、どれにも応じなかった。財産を周囲に分け与えたため、餓えをしのぐことができた人々が多かった。
建安年間の初めに出仕し衛尉となったが、曹氏（曹操）の専横を目にすることになり、政治から引退し、それから一年ほど後に亡くなった。84歳であったという。

## 参考資料
- 後漢書/卷67 (中国語版ウィキソース)